# Eduardo Darnauchans
Eduardo Darnauchans (Montevideo, 15 de noviembre de 1953 - Montevideo, 7 de marzo de 2007) fue un cantautor y músico uruguayo.

## Biografía
Si bien nació en Montevideo, su infancia y adolescencia transcurrieron al norte del país, primero en Minas de Corrales (departamento de Rivera), y luego en la ciudad de Tacuarembó. Fue hijo del médico Pedro E. Darnauchans Brum, a quien le dedicó la canción «Pago» incluida en su disco Zurcidor. Recibió una gran influencia de su profesor liceal de Literatura, el poeta Washington Benavides de quien musicalizó varios poemas, entre ellos «El instrumento» y «Tanta vida en cuatro versos» . En torno a este poeta y docente, integró junto a Carlos Benavides, Eduardo Larbanois, Héctor Numa Moraes y otros jóvenes tacuaremboenses el llamado Grupo de Tacuarembó. Realizó cursos en las facultades de Medicina y de Humanidades y Ciencias de la Educación de la Universidad de la República, así como en la Universidad de La Plata (en Argentina).
A los 13 años, Eduardo se presenta en la radio de Tacuarembó para cantar dos temas, uno de Antoine y otro de su autoría, ambos en francés. A fines de la década de 1960 actúa en el Cine City de la ciudad de Tacuarembó, nada menos que precediendo a Daniel Viglietti, a quien Eduardo admiraba y del que reconocía su influencia. En 1970 Eduardo decide presentarse al Festival de la Canción Joven en Tacuarembó. Para la ocasión presentó dos temas que luego formarían parte de su primer LP Alicia Maravilla y Niñez de Luz. El jurado del festival lo galardonó con el premio Tabaré a la mejor voz. El martes 8 de junio de 1971 hizo su debut artístico en Montevideo junto a Leo Antúnez y Opus Alfa, en el ciclo «Los conciertos de La Rosa» realizados en el Teatro Stella D'Italia de Montevideo. A los 18 años registró su primer larga duración titulado Canción de muchacho, que concitó la atención de colegas y críticos. Su segundo larga duración, titulado Las Quemas, fue editado en 1974. El álbum Sansueña, editado en 1978, puede considerarse la obra a través de la cual empezó a ser conocido por los grandes públicos. Era un músico con gran compromiso político, fue miembro de la Unión de Juventudes Comunistas (UJC). Entre 1979 y mediados de 1983 Darnauchans fue censurado por la dictadura cívico-militar uruguaya, prohibiéndole actuar en vivo, aunque sus canciones sí podían ser transmitidas por radio. En 1981 comenzó su relación artística con el guitarrista y arreglador Bernardo Aguerre, por quien se vería acompañado hasta 1999.
Su cuarto disco, Zurcidor, se grabó entre mayo y diciembre de 1981. Luego seguirían Nieblas & Neblinas (1984), El trigo de la luna (1989, también editado en CD), Noches blancas (grabado en vivo en el Teatro Solís los días 7 y 8 de mayo de 1991), Dylan (1991), y Sin perder el tiempo, una antología que reúne 20 años de trayectoria. En 1990 recibió el Premio Municipal de Música Edita por El Trigo de la Luna.
Darnauchans compuso música para obras de teatro: Antes de entrar dejen salir y Papá querido para el Teatro de la Comuna, bajo la dirección de Antonio Baldomir en el Teatro del Anglo. En 1990 compuso la música del film Color de tristecías, dirigido por Pablo Rodríguez, exhibido en Europa, Estados Unidos y Canadá. Tocó como telonero de Bob Dylan, en el Cilindro Municipal, y de Paul Simon en el Estadio Centenario en el Festival Montevideo Rock III (1991).

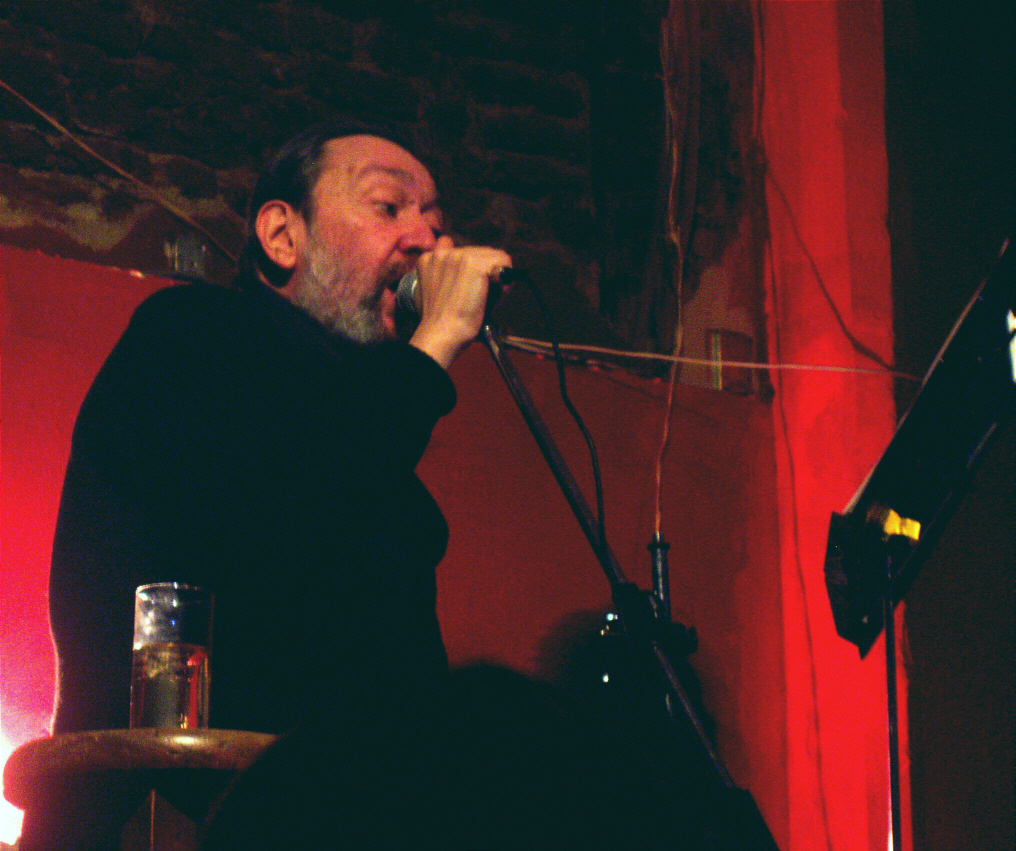
Darnauchans en un espectáculo brindado en Capiloncho de Ciudad Vieja (Montevideo) el 28 de junio de 2005.

En diciembre de 1993, Editorial Arca editó Los espejos y los mitos, libro basado en un extenso reportaje por parte del periodista Tabaré Couto junto a un cancionero que recoge parte de su vasta trayectoria. En diciembre de 1995, en el Teatro del Notariado, la cantante Sylvia Meyer presentó el CD Darnauchans (un merecido homenaje), con nuevas versiones de los clásicos de Darnauchans. La presentación contó con un espectáculo multidisciplinario denominado Trastes & Teclas. Sus canciones fueron interpretadas por distintos artistas nacionales de la talla de Fernando Cabrera, Rubén Olivera y Larbanois - Carrero, entre otros.
En 1998 en un acto realizado en el teatro El Galpón cedió los derechos de la canción «Pago» al Sindicato Médico del Uruguay, como forma de homenaje a su padre, médico de profesión.
Eduardo Darnauchans es considerado uno de los poetas (cantautor o zurcidor, como él prefería denominarse) más importantes del panorama musical uruguayo. Muchos de sus temas son clásicos de la música uruguaya. Su repertorio incluye -además de textos de su autoría- poemas o canciones de poetas nacionales y extranjeros como, por ejemplo, Washington Benavides, Víctor Cunha, Líber Falco, Eduardo Milán, Federico García Lorca, Nicolás Guillén, Porfirio Barba Jacob, José Asunción Silva, Jorge Luis Borges, Antonio Machado, Raúl González Tuñón, Eduardo González Lanuza, Eduardo Bosco, Roque Vallejo, Jorge Manrique, Rubén Darío, Nicanor Parra, Manuel Bandeira, Humberto Megget, Pablo Neruda y César Vallejo.
Pasada la dictadura cívico-militar, Eduardo Darnauchans mantuvo su actitud de compromiso político actuando en conciertos auspiciados por el Partido Comunista Uruguayo, Amnistía Internacional y otros. Entre 1983 y 1988 formó parte de la redacción del semanario uruguayo Jaque y posteriormente de la revista Posdata entre los años 1994 al 2000. Tras este período donde concilió la actividad artística con el periodismo decidió dedicarse exclusivamente a la música. Entre En febrero de 1991 asistió a un acto público organizado por el Serpaj-Uruguay, en la Av. 18 de Julio de Montevideo, en repudio a la primera Guerra del Golfo. Llevaba su boca amordazada y una guitarra con las cuerdas atadas y atravesadas por tijeras, y, aunque se le ofreció, declinó cantar ni subir al estrado. Su último proyecto, la grabación del disco Los Kafkarudos, en colaboración con algunos de sus colegas y amigos, terminó siendo un disco casi en su homenaje.
Atravesó dificultades de salud y más tarde la muerte de su esposa, que lo sumió en una profunda depresión. Falleció el 7 de marzo de 2007 debido a un fallo cardíaco.

## Discografía
Discografía de Eduardo Darnauchans:

### Álbumes de estudio
- Canción de muchacho (Sondor 33141. 1973).
- Las quemas (Sondor 44014. 1974).
- Sansueña (Sondor 44074. 1978).
- Zurcidor (Sondor 44118. 1980).
- Nieblas & neblinas (Orfeo SULP 90755. 1985).
- El trigo de la luna (Orfeo 91004-4. 1989).
- El ángel azul (Ayui A/E298. 2005).

### Álbumes en vivo
- Noches blancas (1992).
- Entre el micrófono y la penumbra (producción de Fernando Cabrera. 2001).
- Canciones sefaradíes (2004).
- Ámbitos (grabado junto a Fernando Cabrera en el Teatro Solís en 1991. Ayuí / Tacuabé ae330cd. 2008).
- Nosotros Tres (grabado junto a Jorge Galemire y Eduardo Rivero en el espectáculo de mismo nombre en 1976. Ayuí / Tacuabé ae350cd. 2010).
- Entre el cuervo y el ángel (recital inédito de 1989 que compaña el libro de Marcelo Rodríguez Entre el cuervo y el ángel. Perro Andaluz. 2012).

### Recopilaciones
- Dylan (Sondor. 1991).
- Sin perder el tiempo (Sondor. 1991).
- Raras & casuales (Ayui. 2002).

### Simples
- Alicia maravilla / Niñez de luz (Sondor 50125. 1970).

### Obras colectivas
- Trovadores y Poetas (CBS. 1978).
- Canto popular 1 (Sondor. 1981).
- Candombeada, Yamandu Pérez y sus amigos (Sondor. 1982).
- Los caballos perdidos (Sondor. 1982).
- Canciones del asfalto (Sondor. 1982).
- Canciones de amor (Sondor. 1982).
- Comenzar de nuevo 2 (Orfeo. 1984).
- Música sin fronteras (La Batuta. 1985).
- Uruguay le canta a la Virgen de los Treinta y Tres (Sondor. 1996).
- Marinero en tierra - Tributo a Neruda (Warner. 1999).
- Uruguay canta en Pueblo Ansina

### Reediciones
- Canción de muchacho (Posdata-Sondor. 1998).
- Las quemas (Sondor. 2008).
- Sansueña (Sondor. 1997, 2009, 2015).
- Zurcidor (Sondor. 1997).
- Nieblas y Neblinas (Orfeo. 1994).
- El trigo de la luna (Orfeo. 1992).

### Colectivos
- 7 Solistas (Ayuí / Tacuabé a/e72k. 1988).